# Toromona
Le toromona (ou toromono) est une langue amérindienne, de la famille des langues tacananes, parlée en Bolivie. Elle est reconnue comme langue officielle dans la nouvelle constitution bolivienne.

## Codes
- Code de langue IETF : tno